# 消費税解散
消費税解散（しょうひぜいかいさん）とは1990年1月24日の衆議院解散の俗称。

## 概要
1988年12月24日に竹下内閣は消費税を創設する消費税法案を成立させた。その一方でリクルート事件が社会的注目を集めて東京地検特捜部の捜査が進み、リクルート社の子会社の未公開株を受け取っていた自民党実力者が軒並み出番を封じられた。消費税創設とリクルート事件は1989年6月の竹下内閣の総辞職及び1989年参院選の与党敗北という形で宇野内閣の総辞職を招く大きな要因になった。
宇野内閣の総辞職後に参議院が与党少数派となるねじれ国会になった国会で、首班指名選挙において衆議院は自民党の海部俊樹に対抗する形で参議院は日本社会党の土井たか子という結果となり、衆議院の優越により海部が首相となった。また、1989年12月には消費税創設が多数決を占める衆議院に対抗する形で消費税創設が少数派となった参議院では消費税廃止法案が可決されて衆議院に送付された。
それにより、最大の政治課題である消費税問題に関して衆議院と参議院が対立する状況について、政治的決着をつけるための衆議院解散が政治日程に浮上する中で、1988年1月25日に第117回通常国会が開かれた。
1990年1月4日に欧州8ヶ国歴訪を目前にしていた海部は、記者会見で解散総選挙の時期について「（欧州から）帰ったら、外交上の私の経験や外遊を通じての考え方を国会に示して、与野党の皆さんの意見を聞きたい。選挙はしかるべき時に決断する。」と述べた。欧州歴訪から帰国した海部は首相官邸で、小沢一郎自民党幹事長と解散総選挙の時期について会談した。海部は、小沢から「1989年度の補正予算の解散前の成立は野党の反対で見込みはなく、与野党ともに早期解散を期待する空気が大勢となっており、首相の施政方針演説や各党の代表質問をすませてから解散するのは難しい」との判断を伝えられた際、補正予算案の処理が難しいことに理解を示しつつ施政方針演説後の解散に意欲を見せ、代表質問なしでの施政方針演説後の解散案を示したが、施政方針演説だけを行い代表質問なしでの解散は野党や世論の反発を招くと小沢から言われ、最終的に施政方針演説なしでの解散が決まった。
1990年1月22日から再開された第117回通常国会で開会式が開かれ、1月24日に衆議院本会議で参議院から送付された与野党合意法案が可決された後、衆議院が解散された。解散日程は自民党執行部主導で固まり、解散権を持つ海部がほとんど指導力を発揮できない経過をたどった。